# الطاهر بلخوجة

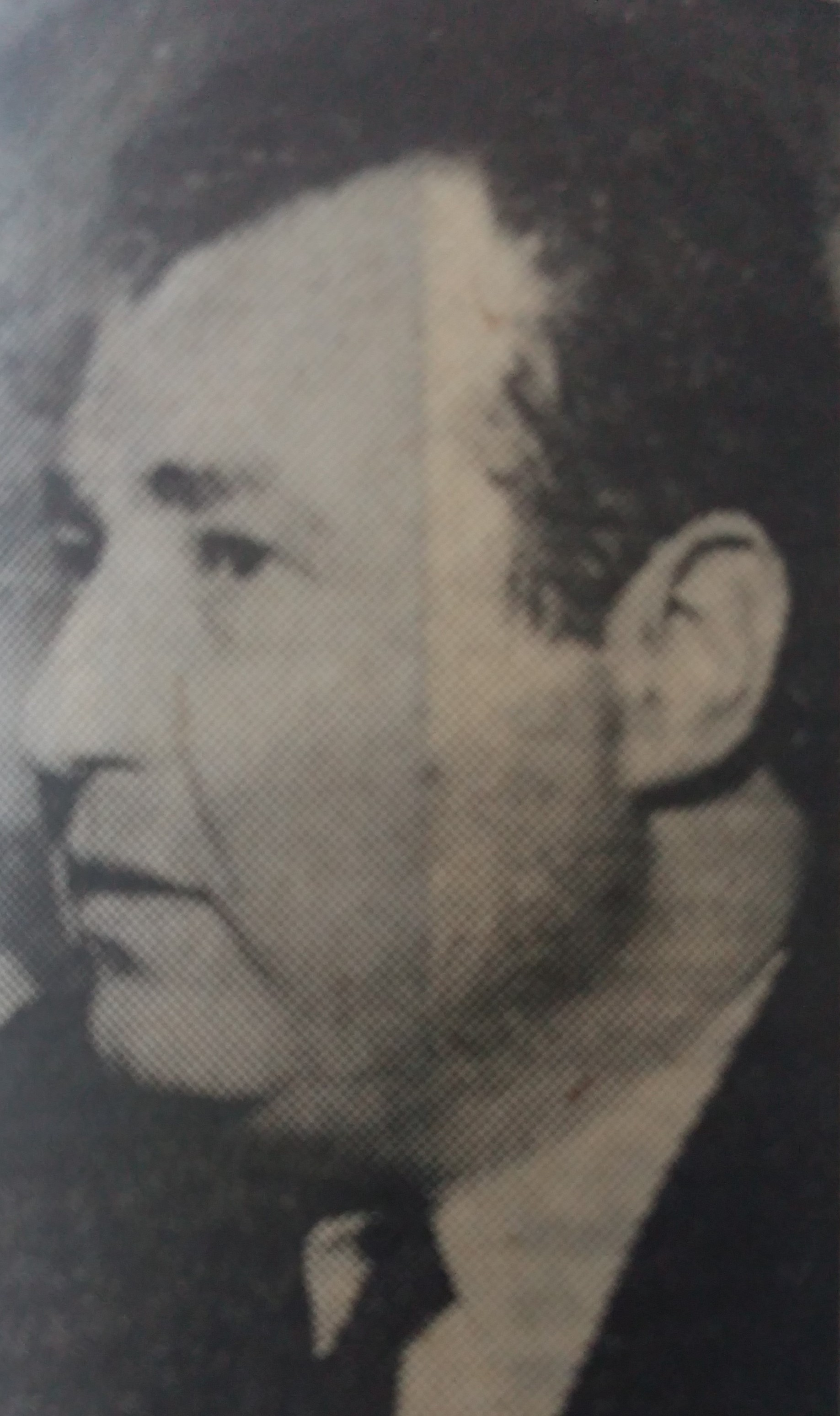
الطاهر بلخوجة

الطاهر بلخوجة ولد بمدينة المهدية بالساحل التونسي يوم 9 جوان 1931، سياسي تونسي وتقلد عدة وزارات.

## ترجمته
درس الطاهر بلخوجة في المدرسة العليا للفلاحة بتونس، وتخرج منها مهندسا فلاحيا، وكان خلال فترته الطلابية قد تولى الكتابة العامة للاتحاد العام لطلبة تونس وذلك عام 1957-1958. وقد ألحق بعد تخرجه مباشرة بوزارة الشؤون الخارجية التونسية حيث عمل بديون الوزير ثم تولى مهمة سفير بأكثر من بلد: داكار فيما بين عامي 1961 و1968 حيث كان من مشمولاته بالإضافة إلى السنغال البلدان التالية: مالي وموريتانيا وغينيا وساحل العاج، كما تولى مهمة سفير تونس بمدريد ولدى الأمم المتحدة بجينيف ولدى الفاتيكان فيما بين عامي 1971 و1973 وبجمهورية ألمانيا الفيدرالية عام 1980.
كما أسندت إليه الحقائب الوزارية التالية:
- الفلاحة فيما بين 17 جوان 1969 و6 نوفمبر 1970؛
- الشباب والرياضة فيما بين 6 نوفمبر 1970 و29 أكتوبر 1971؛
- الداخلية فيما بين 17 مارس 1973 و23 ديسمبر 1977؛
- الإعلام فيما بين 3 ديسمبر 1980 و18 جوان 1983.

## إشارات مرجعية
1. ↑  منير الشرفي، وزراء بورقيبة، تونس، د.ت